# Адміністративний поділ Нової Зеландії
Адміністративно-територіальний устрій Нової Зеландії включає в себе 17 районів, 9 з яких розташовані на Північному острові, 7 на Південному острові, і 1 на Чатемському архіпелазі.

## Назви одиниць адміністративного поділу
Основні одиниці адміністративного поділу Нової Зеландії англійською іменуються region. В українській мові офіційно частіше всього використовується термін район, як загальновживаний для адміністративних одиниць такого порядку. У неофіційному спілкуванні використовується термін регіон.

## Організаційне управління
Система організаційного управління адміністративними одиницями Нової Зеландії включає в себе:
- 12 Регіональних Рад (англ. Regional Council) і
- 74 Територіальних управлінь (англ. Territorial Authorities) (в тому числі 16 міських рад, 57 місцевих рад і 1 острівна рада)

З 16 територіальних районів Нової Зеландії 12 управляються виборними Регіональними радами та 4 райони управляються Територіальними управліннями.
Регіональні ради виконують функції контролю за дотриманням норм охорони навколишнього середовища, функціонування та контролю систем водопостачання, громадського транспорту. У завдання Територіальних управлінь входить контроль за міським плануванням, за роботою систем життєзабезпечення територій та місцевих транспортних комунікацій.
| Адміністративний поділ Нової Зеландії                                                   | № на мапі | Район             | ISO 3166-2 | Адміністративний центр | Площа, км² | Населення, чол. (2013) | Щільність, чол./км² |
| --------------------------------------------------------------------------------------- | --------- | ----------------- | ---------- | ---------------------- | ---------- | ---------------------- | ------------------- |
| Адміністративний поділ Нової Зеландії                                                   | 1         | Нортленд          | NZ-NTL     | Фангареї               | 13 941     | 151 692                | 10,88               |
| Адміністративний поділ Нової Зеландії                                                   | 2         | Окленд            | NZ-AUK     | Окленд                 | 5048       | 1 415 550              | 280,42              |
| Адміністративний поділ Нової Зеландії                                                   | 3         | Ваїкато           | NZ-WKO     | Гамільтон              | 25 598     | 403 638                | 15,77               |
| Адміністративний поділ Нової Зеландії                                                   | 4         | Бей оф Пленті     | NZ-BOP     | Факатане               | 12 447     | 267 741                | 21,51               |
| Адміністративний поділ Нової Зеландії                                                   | 5         | Гісборн (1)       | NZ-GIS     | Гісборн                | 8351       | 43 656                 | 5,23                |
| Адміністративний поділ Нової Зеландії                                                   | 6         | Таранакі          | NZ-TKI     | Нью-Плімут             | 7273       | 109 608                | 15,07               |
| Адміністративний поділ Нової Зеландії                                                   | 7         | Манавату-Вангануї | NZ-MWT     | Вангануї               | 22 215     | 222 672                | 10,02               |
| Адміністративний поділ Нової Зеландії                                                   | 8         | Хокс-Бей          | NZ-HKB     | Нейпір                 | 14 164     | 151 179                | 10,67               |
| Адміністративний поділ Нової Зеландії                                                   | 9         | Веллінгтон        | NZ-WGN     | Веллінгтон             | 8124       | 471 315                | 58,02               |
| Адміністративний поділ Нової Зеландії                                                   | 10        | Марлборо (1)      | NZ-MBH     | Бленем                 | 12 484     | 43 416                 | 3,48                |
| Адміністративний поділ Нової Зеландії                                                   | 11        | Нельсон (1)       | NZ-NSN     | Нельсон                | 445        | 46 437                 | 104,35              |
| Адміністративний поділ Нової Зеландії                                                   | 12        | Тасман (1)        | NZ-TAS     | Річмонд                | 9786       | 47 157                 | 4,82                |
| Адміністративний поділ Нової Зеландії                                                   | 13        | Кентербері        | NZ-CAN     | Крайстчерч             | 45 346     | 539 436                | 11,90               |
| Адміністративний поділ Нової Зеландії                                                   | 14        | Уест-Кост         | NZ-WTC     | Греймут                | 23 336     | 32 148                 | 1,38                |
| Адміністративний поділ Нової Зеландії                                                   | 15        | Отаго             | NZ-OTA     | Данідін                | 31 476     | 202 467                | 6,43                |
| Адміністративний поділ Нової Зеландії                                                   | 16        | Саутленд          | NZ-STL     | Інверкаргілл           | 28 681     | 93 339                 | 3,25                |
| Адміністративний поділ Нової Зеландії                                                   |           | Всього            |            |                        | 268 715    | 4 242 051              | 15,79               |
| (1) Регіональні консулати, які одночасно наділені функціями територіального управління. |           |                   |            |                        |            |                        |                     |

### Зовнішні острови Нової Зеландії
Нова Зеландія володіє 9 острівними групами,які знаходяться в субтропічних і субантарктичних зонах. 7 з них не відносяться ні до регіонів і ні до округів будь-якої адміністративної одиниці. Вони знаходяться в безпосередньому управлінні спеціального органу — англ. Area Outside Territorial Authority. Острів Чатем має статус спеціальної територіальної одиниці, а острів Соландр входить до регіону Саутленд.
| Мапа: Зовнішні острови Нової Зеландії.  |            |                        |                                 |                                                               |
|                                         |            |                        |                                 |                                                               |
| Група островів (Оригінальна назва)      | Площа, км² | Населення, чол. (2013) | Найвища точка (м)               | Координати                                                    |
| Північніше Північного острова           |            |                        |                                 |                                                               |
| острів Кермадек                         | 33,08      | —                      | Пік Моумоукаі (516)             | 29°16′ пд. ш. 177°55′ зх. д. / 29.267° пд. ш. 177.917° зх. д. |
| Трі-Кінгс (Ngamotukaraka, Manawa Tawhi) | 4,86       | —                      | (Великий острів) (294)          | 34°09′ пд. ш. 172°08′ сх. д. / 34.150° пд. ш. 172.133° сх. д. |
| Південь/схід від Південного острова     |            |                        |                                 |                                                               |
| Чатем (Wharekauri, Rekohu)              | 966,00     | 600                    | Маунгейтер Хилл (294)           | 43°54′ пд. ш. 176°32′ зх. д. / 43.900° пд. ш. 176.533° зх. д. |
| Соландр (Hautere)                       | 0,70       | —                      | (Острів Соландр) (330)          | 46°34′ пд. ш. 166°53′ сх. д. / 46.567° пд. ш. 166.883° сх. д. |
| Субантарктичні острови Нової Зеландії   |            |                        |                                 |                                                               |
| Баунті                                  | 1,35       | —                      | (Острів Фаннель) (88)           | 47°46′ пд. ш. 179°02′ сх. д. / 47.767° пд. ш. 179.033° сх. д. |
| Снарські острови (Tini Heke)            | 3,41       | —                      | (Північно-східний острів) (152) | 48°01′ пд. ш. 166°32′ сх. д. / 48.017° пд. ш. 166.533° сх. д. |
| Антиподів                               | 20,97      | —                      | Гора Галловей (366)             | 49°41′ пд. ш. 178°48′ сх. д. / 49.683° пд. ш. 178.800° сх. д. |
| Окленд (Motu Maha)                      | 625,60     | —                      | Гора Дік (705)                  | 50°42′ пд. ш. 166°05′ сх. д. / 50.700° пд. ш. 166.083° сх. д. |
| Кемпбелл (Motu Ihupuku)                 | 113,31     | —                      | Гора Хони (569)                 | 52°32′ пд. ш. 169°09′ сх. д. / 52.533° пд. ш. 169.150° сх. д. |
| Всього                                  | 1769,28    | 600                    | Гора Дік (705)                  |                                                               |

### Королівство Нової Зеландії

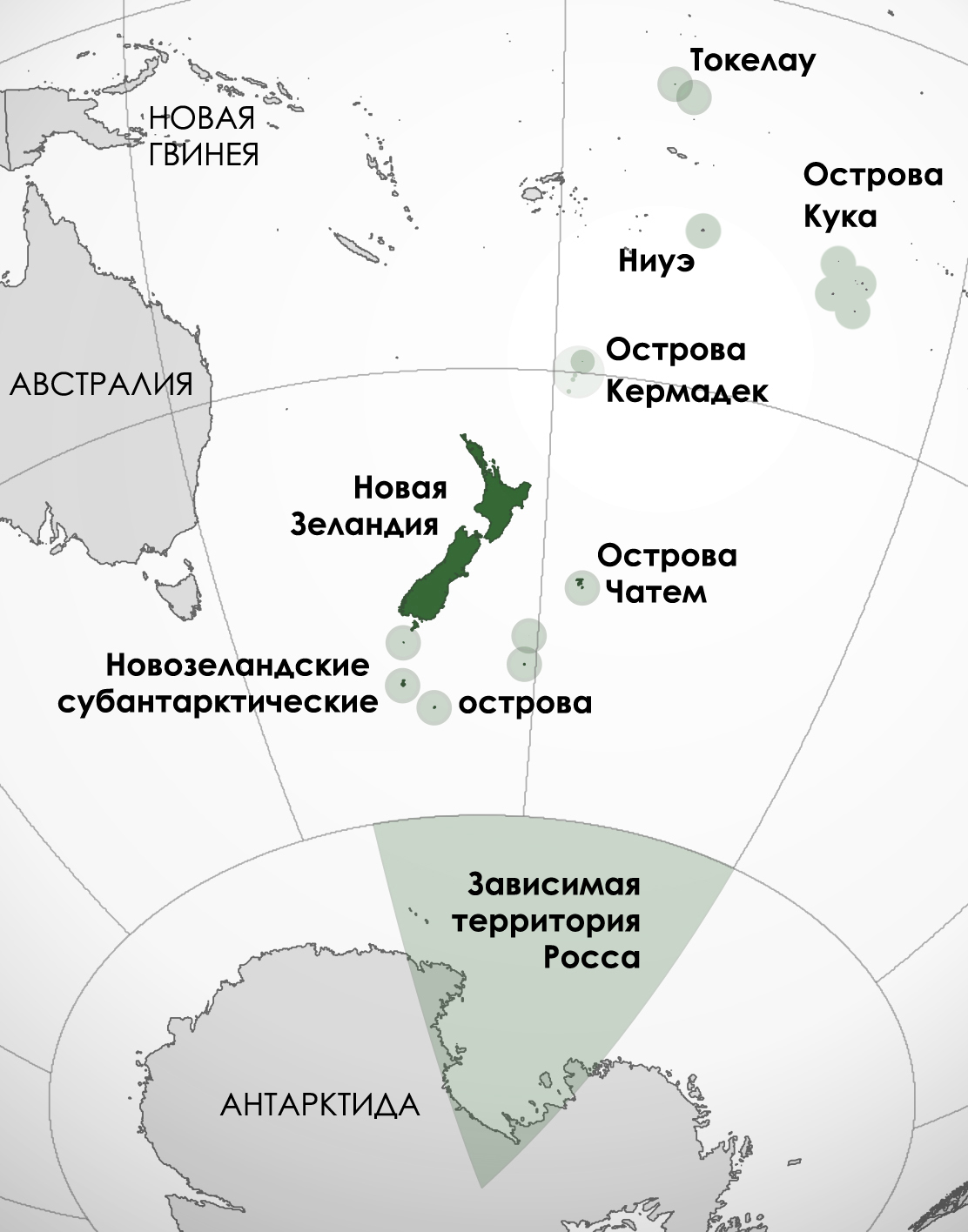
Території королівства Нової Зеландії

Королівство Но́вої Зела́ндії — об'єднання територій, на яких монарх Нової Зеландії визнається главою держави. Королівство Нової Зеландії включає в себе Нову Зеландію, острови Токелау, антарктичну територію Росса і вільно асоційовані держави Острови Кука і острів Ніуе. Населення королівства становить близько 4 400 000 чоловік (без Нової Зеландії — 23 000 осіб), а загальна площа 719 188 км² (без Антарктичної території Росса (450 000 км²) і Нової Зеландії (268 680 км²) — 508,2 км²).
З 6 лютого 1952 року монархом Нової Зеландії є королева Єлизавета II. Її офіційний титул — Єлизавета Друга, Божою милістю Королева Нової Зеландії та її інших королівств і територій, Глава Співдружності, Захисниця Віри (Elizabeth the Second, By the Grace of God, Queen of New Zealand and Her other Realms and Territories, Head of the Commonwealth, Defender of the Faith).
Оскільки монарх Нової Зеландії одночасно є главою ще 15 інших держав, відомих як Королівства Співдружності, то безпосередньо в Новій Зеландії монарха представляє генерал-губернатор. З 23 серпня 2006 року цю посаду обіймає Ананд Сатьянанд.
Королівство Нової Зеландії не має точної дати створення, але з 1952 року Єлизавета II проголошує себе королевою Нової Зеландії, а в 1983 році визначена єдина стійка територіальна структура Королівства.
На відміну від інших королівств Співдружності, королівство Нової Зеландії не є державою і не має міжнародного державного визнання. Термін «королівство Нової Зеландії» має концептуальний, символічний характер, який вказує на єдність історії і моральних цінностей різних країн і держав і на визнання єдиної глави держави.
| Прапор                                                                      | Герб | Територія        | Регіон      | Площа, км² | Населення, чол. (2011) | Столиця    | Статус                          |
| --------------------------------------------------------------------------- | ---- | ---------------- | ----------- | ---------- | ---------------------- | ---------- | ------------------------------- |
|                                                                             |      | Нова Зеландія    | Тихий океан | 268 680    | 4 404 400              | Веллінгтон | Суверенна держава               |
|                                                                             |      | Острови Кука     | Тихий океан | 236,7      | 14 974                 | Аваруа     | Самокероване державне утворення |
|                                                                             |      | Острів Ніуе      | Тихий океан | 261,46     | 1611                   | Алофі      | Самокероване державне утворення |
|                                                                             |      | Острови Токелау  | Тихий океан | 10         | 1411                   | Нукунону   | Залежна територія               |
|                                                                             |      | Територія Росса* | Антарктида  | 450 000    | 0                      | —          | Залежна територія               |
|                                                                             |      | Всього           |             | 719 188    | 4 422 396              |            |                                 |
| * Не визнається міжнародним співтовариством згідно Договору про Антарктику. |      |                  |             |            |                        |            |                                 |